# Kalînivka, Vasîlkiv
Kalînivka (în ucraineană Калинівка) este o așezare de tip urban din raionul Vasîlkiv, regiunea Kiev, Ucraina. În afara localității principale, nu cuprinde și alte sate.

## Demografie
Componența lingvistică a așezării de tip urban Kalînivka
     Ucraineană (92,15%)
     Rusă (7,49%)
     Alte limbi (0,09%)
Conform recensământului din 2001, majoritatea populației așezării de tip urban Kalînivka era vorbitoare de ucraineană (92,15%), existând în minoritate și vorbitori de rusă (7,49%).